# Cua mặt trăng
Cua mặt trăng, tên khoa học Carpilius maculatus, là một loài cua trong họ Carpiliidae. Loài cua này phân bố ở Ấn Độ Dương và bờ biển phía tây Thái Bình Dương ở độ sâu 10 mét, các rạn san hô ven biển. Loài cua này dài đến 18 cm.
Tại Việt Nam, loài cua này chỉ xuất hiện theo mùa tài vùng biển đảo Phú Quý (Bình Thuận) và được xem là một đặc sản ẩm thực.

## Hình ảnh

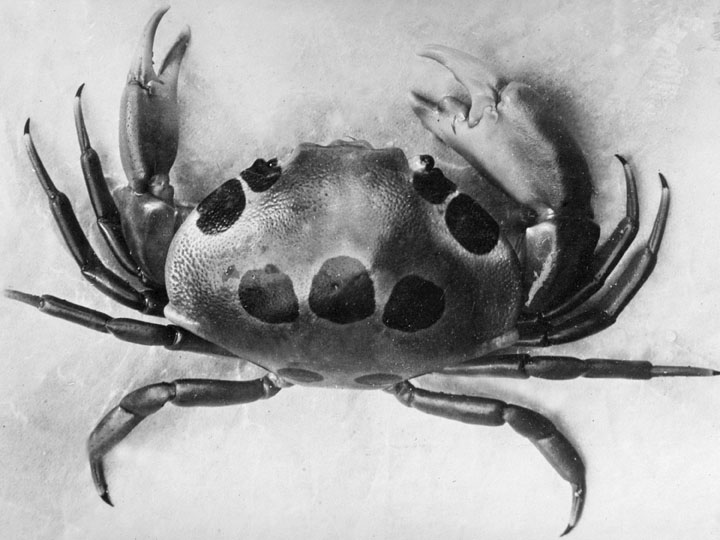
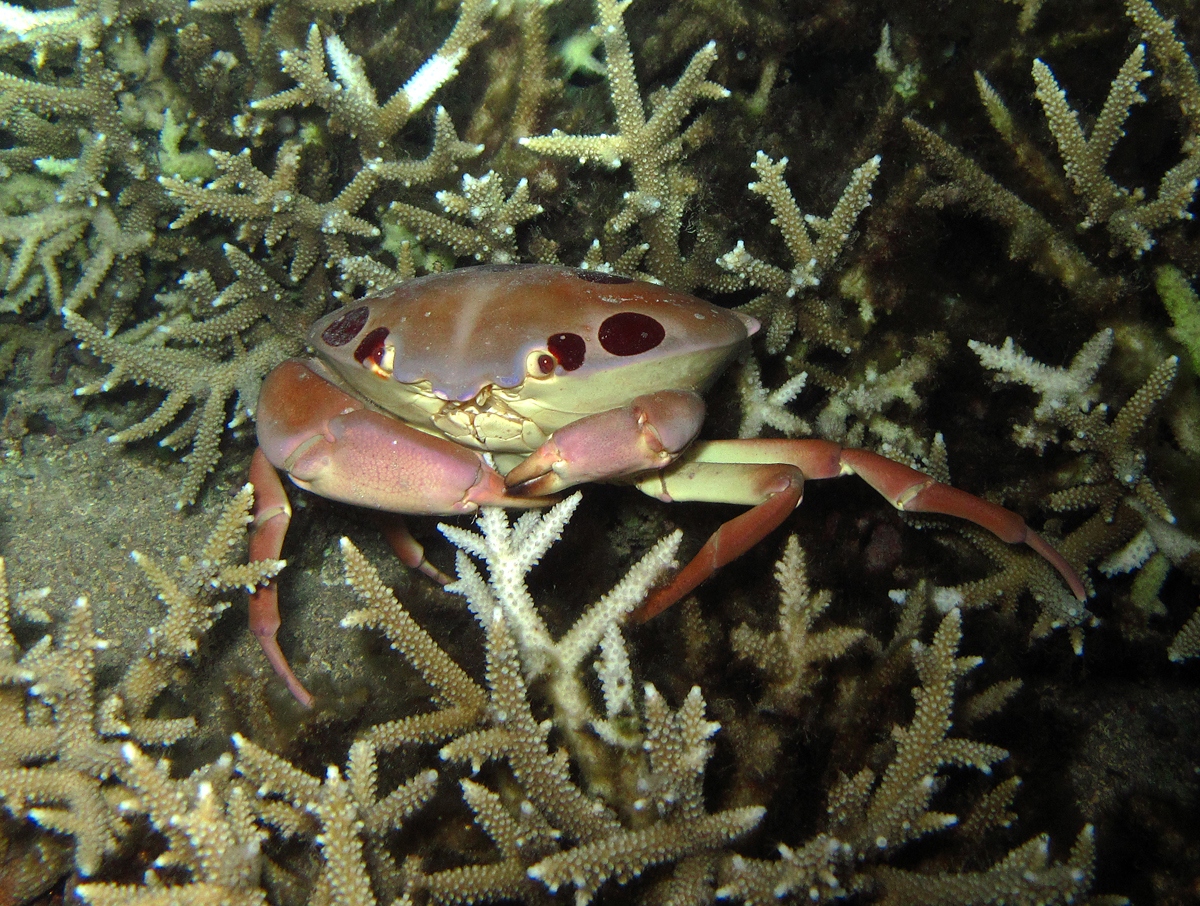
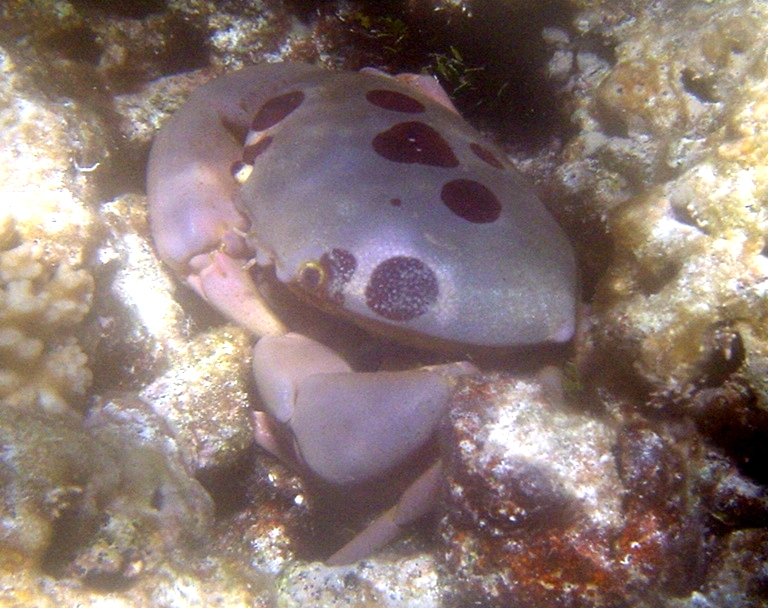